# Finska trädgårdsföreningen

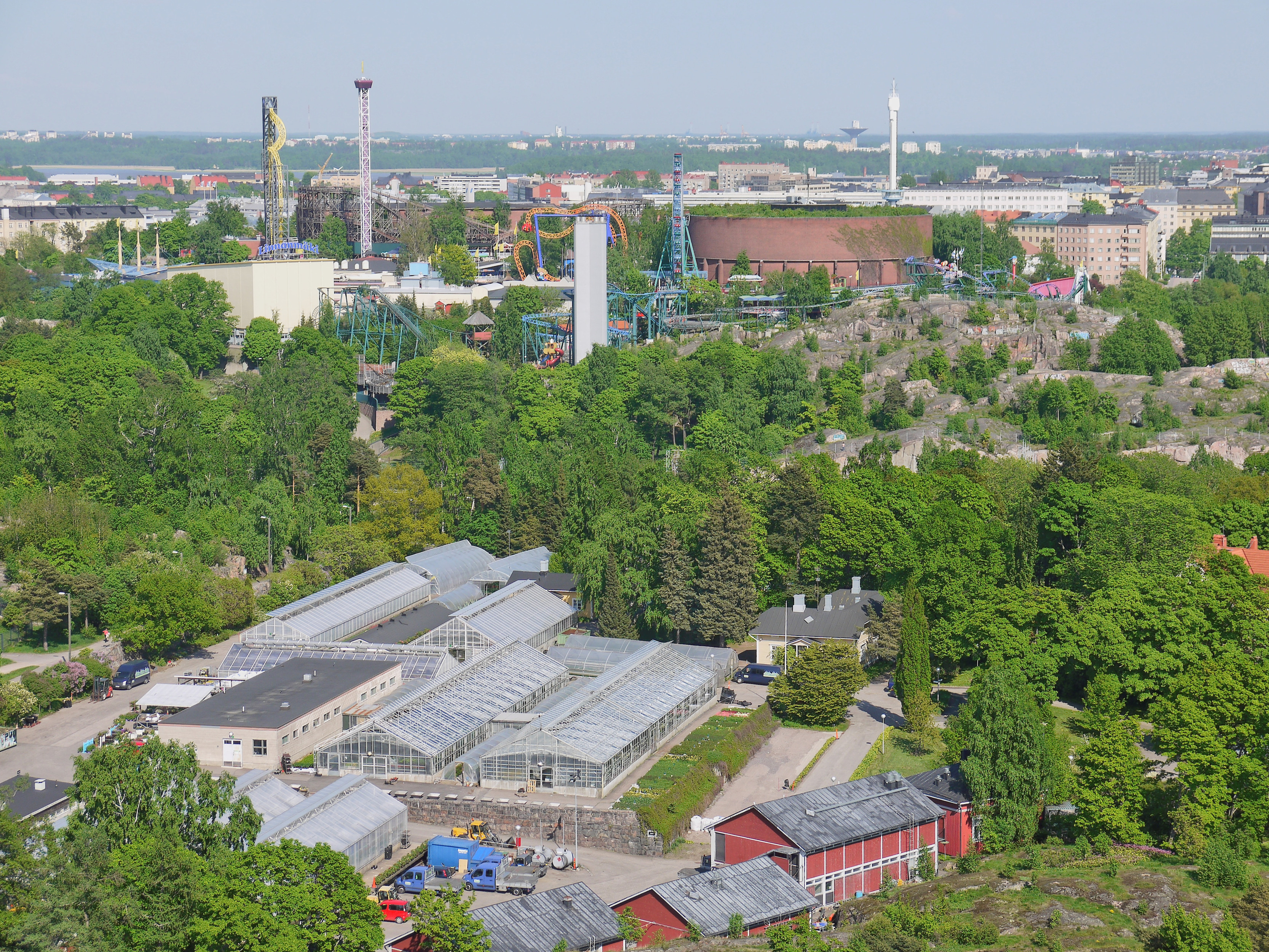
Stadsträdgårdens växtodlingar på Finska Trädgårdsföreningens tidigare område, 2013. I bakgrunden Alpparken och Borgbacken.

Ab Finska Trädgårdsföreningen (finska: Suomen Puutarhayhdistys) var ett företag i Helsingfors, som bildades 1881 av bland andra Julius af Lindfors och Henrik Borgström.
Henrik Borgström hade genom "Thölö Parkanläggning ("Djurgårdsbolaget") 1851 arrenderat ett tio hektar stort bergigt område norr om Tölöviken av Helsingfors stad för att anlägga en badinrättning och en park. Badet kom inte till stånd, men parken Alpparken blev populär, bland annat genom restaurangen Alphyddan. Restaurangen brann ner 1875, men byggdes upp igen. 
När markarrendet gick ut 1876, återgick området till staden, men Henrik Borgström och hans svärson Julius af Lindfors grundade 1881 Ab Finska trädgårdsföreningen med syfte  att "väcka intresse och sprida information om trädgårdsodling och blomsterodling och upprätthåller en skola för trädgårdsodlare i Helsingfors". Föreningen arrenderade av staden ett angränsande område till Alpparken, väster om järnvägen. Där anlades växthus och en plantskola. Där odlades också nytto- och prydnadsbuskar och träd till försäljning. Föreningen tog vidare över restaurangen Alphyddan i Alpparken och drev den. Efter det att den brunnit ned en andra gång 1897, byggdes den åter upp något större än tidigare.
Julius af Lindfors ledde som ordförande Finska trädgårdsföreningen från 1881 till sin död 1903. Han lät också för egna medel uppföra det stora palmhuset Vinterträdgården med medelhavsklimat nedanför Trädgårdsföreningens plantskola och handelsträdgård mot Tölöviken, som öppnades för allmänheten 1893. Han donerade palmhuset till Trädgårdsföreningen mot att det skulle hållas tillgängligt gratis för besökare.
Efter Julius af Lindfors död 1903 hade Finska Trädgårdsföreningen problem att finansiera sin verksamhet. Trädgårdsskolan, där Carl Theodor Ward varit rektor sedan 1896, lades ned 1907 och Helsingfors stad återtog marken och köpte trädgården och byggnaderna. Området fick namnet Stadsträdgården, och staden förlade dit sin odling av blommor och andra växter för parkernas behov. Staden tog också över Vinterträdgården, och utvidgade senare den med en rosengård och en barockträdgård nedanför byggnaden, mot Tölöviken. 
Bolaget upplöstes 1911.